# حجة الوداع
حجة الوداع هي أول وآخر حجة حجها الرسول محمد ﷺ بعد فتح مكة، وخطب فيها خطبة الوداع التي تضمنت قيمًا دينية وأخلاقية عدة.
سُميت حجة الوداع بهذا الاسم لأن النبي محمد ودع الناس فيها، وعلمهم في خطبته فيها أمر دينهم، وأوصاهم بتبليغ الشرع فيها إلى من غاب عنها.

## الحج والعمرة
في الخامس والعشرين من شهر ذي القعدة من السنة العاشرة للهجرة أعلن الرسول محمد ﷺ عن عزمه زيارة المسجد الحرام حاجاً، فخرج معه حوالي مئة ألف من المسلمين من الرجال والنساء، وقد استعمل على المدينة أبا دجانة الساعدي الأنصاري، وأحرم للحج ثم لبّى قائلاً: «لبيكَ اللهم لبيك، لبيك لا شريكَ لك لبيك، إن الحمدَ والنعمةَ لك، والملك، لا شريك لك» (صحيح بخاري، كتاب الحج، باب التلبية).
وبقي ملبياً حتى دخل مكة، وطاف بعدها بالبيت سبعة أشواط واستلم الحجر الأسود وصلّى ركعتين عند مقام إبراهيم وشرب من ماء زمزم، ثم سعى بين الصفا والمروة، وفي اليوم الثامن من ذي الحجة توجه إلى منى فبات فيها، وفي اليوم التاسع توجه إلى عرفة فصلى فيها الظهر والعصر جمع تقديم في وقت الظهر، ثم خطب خطبته التي سميت فيما بعد خُطبة الوداع.
وبعد غروب شمس يوم عرفة نزل الرسول محمد، والمسلمون إلى مزدلفة وصلى المغرب والعشاء فيها جمع تأخير، ثم نزل إلى منى وأتم مناسك الحج من رمي الجمار والنحر والحلق وطواف الإفاضة، وعندما كان الصحابة يسألون الرسول محمد عن بعض أعمال الحج مثل الترتيب بين الرمي والحلق والتحلل وغيرها، لا يجدون منه إلا التيسير عليهم، وهو يقول لهم: افعلوا ولا حرج. وقد قدم النبي محمد في مكة بعد الانتهاء من مناسك الحج عشرة أيام، ثم عاد إلى المدينة المنورة.

## خطبة الوداع
يمكن قراءة نص خطبة الوداع وظروفها بالتفصيل على ويكي مصدر.ِ خطبة الرسول محمد ﷺ في حجة الوداع:
"الحمدُ لله نحمدُهُ وَنَسْتَعِينُه، ونَسْتَغْفِرُهُ، ونَتُوبُ إليه، ونَعُوذُ باللهِ مِنْ شُرورِ أنْفُسِنا ومِنْ سيئات أعْمَالِنَا مَن يَهْدِ اللهُ فَلا مُضِلَّ لَهُ، ومَنْ يُضَلِلْ فَلاَ هَادِيَ لَهُ. وأشهد ألا إله إلاّ الله وحْده لا شريك له، وأنّ محمداً عبدُه ورسولُه. أوصيكُم عبادَ الله بتقوى الله، وأحثّكم على طاعته! وأستفتح بالذي هو خير. أَمَّا بعد، أيّهَا النّاس، اسْمَعُوا منّي أُبّينْ لَكُمْ، فَإنّيَ لاَ أَدْرِي، لعَليّ لاَ أَلْقَاكُمْ بَعْدَ عَامي هَذَا، في مَوْقِفي هذا، أَيُهَا النَّاس، إنّ دِمَاءَكُمْ وَأمْوَالَكُمْ وَأَعْرَاضَكُمْ عَليكُمْ حَرَامٌ إلى أنْ تَلْقَوْا رَبَّكُمْ، كَحُرمَةِ يَوْمِكُمْ هَذَا في شَهْرِ كُمْ هَذَا في بَلَدِكُم هَذَا وإنكم ستلقون ربكم فيسألكم عن أعمالكم وقد بلغت، فَمَنْ كَانَتْ عِنْدَهُ أَمَانةٌ فليؤُدِّها إلى مَنْ ائْتمَنَهُ عَلَيها، وإن كل ربا موضوع ولكن لكم رؤوس أموالكم لا تظلمون ولا تظلمون، وقضى الله أنه لا ربا، وإن ربا عمي العباس بن عبد المطلب موضوع كله وأن كل دم كان في الجاهلية موضوع وإن أول دمائكم أضع دم عامر ابن ربيعة بن الحارث بن عبد المطلب، فهو أول ما أبدأ به من دماء الجاهلية، وإن مآثر الجاهلية موضوعة غير السدانة والسقاية والعمد قَوَدٌ، وشبه العمد ما قتل بالعصا والحجر وفيه مائة بعير فمن ازداد فهو من الجاهلية.
أما بعد أيها الناس فإن الشيطان قد يئس من أن يعبد بأرضكم هذه أبدا ولكنه إن يطع فيما سوى ذلك فقد رضي به بما تحقرون من أعمالكم فاحذروه على دينكم أيها الناس ﴿ إِنَّمَا النَّسِيءُ زِيَادَةٌ فِي الْكُفْرِ يُضَلُّ بِهِ الَّذِينَ كَفَرُوا يُحِلُّونَهُ عَاماً وَيُحَرِّمُونَهُ عَاماً لِيُوَاطِئُوا عِدَّةَ مَا حَرَّمَ اللَّهُ فَيُحِلُّوا مَا حَرَّمَ اللَّهُ ﴾ إن الزمان قد استدار كهيئته يوم خلق الله السموات والأرض و﴿ إِنَ عِدَّةَ الشهور عند اللَّهِ اثْنَا عَشَرَ شَهْراً ﴾ منها أربعة حرم ثلاثة متوالية ورجب مضر، الذي بين جمادى وشعبان. أما بعد أيها الناس، إن لِنسَائِكُمْ عَلَيْكُمْ حقاً، ولَكُمْ عَلَيْهِنّ حقّ، لَكُمْ عَلَيْهِنّ ألا يُوطْئنَ فُرُشَكُمْ غيرَكم وَلا يُدْخِلْنَ أحَداً تكرَهُونَهُ بيوتَكُمْ، ولا يأتينَ بِفَاحِشَة فإن فعلن فإن الله قد أذن لكم أن تهجروهن في المضاجع وتضربوهن ضربا غير مبرح فإن انتهين فلهن رزقهن وكسوتهن بالمعروف واستوصوا بالنساء خيرا، فإنهن عندكم عوان لا يملكن لأنفسهن شيئا، وإنكم إنما أخذتموهن بأمانة الله واستحللتم فروجهن بكلمات الله فاعقلوا أيها الناس قولي، أَيهَا النّاسُ، إنّما المُؤمِنُونَ إخْوةٌ، فَلاَ يَحِلُّ لأمرئ مَالُ أَخيهِ إلاّ عَنْ طيبِ نفْسٍ منهُ، أَلاَ هَلْ بلّغْتُ، اللّهُم اشْهَدْ، فلا تَرْجِعُنّ بَعْدِي كُفاراً يَضرِبُ بَعْضُكُمْ رقابَ بَعْض فَإنّي قَدْ تَركْتُ فِيكُمْ مَا إنْ أخَذتمْ بِهِ لَمْ تَضِلُّوا بَعْدَهُ، كِتَابَ اللهِ وَ سُنَّة نَبيّه، أَلاَ هَلْ بلّغتُ، اللّهمّ اشْهَدْ.
أيها النّاسُ إن رَبَّكُمْ وَاحِدٌ، وإنّ أَبَاكُمْ واحِدٌ، كُلكُّمْ لآدمَ وآدمُ من تُراب، إن أَكرمُكُمْ عندَ اللهِ أتْقَاكُمْ وليس لعربيّ فَضْلٌ على عجميّ إلاّ بالتّقْوىَ، أَلاَ هَلْ بلَّغْتُ، اللّهُمّ اشهد «قَالُوا: نَعَمْ قَال: فلْيُبَلِّغِ الشاهدُ الغائبَ والسلامُ عليكم ورحمة الله»

## استيعاب وفهم
من خلال هذه الخطبة الجامعة أشار الرسول محمد صلى الله عليه وسلم إلى الكثير من القضايا المهمة كحرمة دماء المسلمين وأموالهم إلا بحقها، وهذا يؤكد مبدأ راسخاً في الإسلام وهو حرمة اعتداء المسلم على أخيه المسلم، سواء بالقتل أو الطعن أو الشتم، أو الإهانة وغيرها من الأمور المخلة بآداب الإسلام وتعاليمه.
1. حُرمة الربا وخطورة التعامل به، وأن اللعن يصيب كلاً من آكله وشاهده وكاتبه ومن له علاقة به من قريب أو بعيد، نظراً لآثاره السلبية على الفرد والمجتمع.
2. إبطال ما كان من عادات قبيحة عند العرب في الجاهلية ومنها الثأر.
3. الدعوة إلى احترام النساء وإعطائهن حقوقهن، ودعوتهن للقيام بما عليهن من واجبات تجاه أزواجهن.
4. دعوة المسلمين إلى أن يتمسكوا في كل زمان ومكان بكتاب الله وسنه نبيه.
5. التأكيد على أخوة المسلمين ووحدتهم.
6. حذر المسلمين من الاختلاف والتناحر بينهم وأن يعرفوا أن قيمة الإنسان تقررها تقواه، وقربه إلى الله، وليس عنصره فجميع الناس اخوان وأبناء آدم، وآدم خُلِقَ من تراب، فلا عجرفة ولا غرور ولا تعصب عنصري.

## الاختلافات بين الفرق
تعرف الخطبة اختلافا عميقا بين كل من السنة والشيعة، ويتمحور الاختلاف حول جملة «قد تركت فيكم»
فالسنة يقولون أن النبي قد قال في هذه الجملة « قد تركت فيكم ما إن اعتصمتم به فلن تضلوا أبدا، أمرا بينا، كتاب الله وسنة نبيه»
وهذا في رأيهم دليل على وجوب التمسك بالسنة النبوية بعد القرآن لمعرفة أمور الدين.
بينما الشيعة يذهبون إلى أن أهل السنة والجماعة قد حرفت الخطبة، وأن النص الأصلي كان يقول فيه النبي «يَا أَيُّهَا النَّاس، إِنِّي تَركتُ فيكُم الثَّـقَلين، كِتابَ اللهِ وَعِترَتِي أهلَ بَيتي» مما يدعمون به أقوالهم حول أن آل بيت الله أولى بخلافته وأولى بقيادة الأمة من سائر أصحابه.
بينت دراسة من خلال البحث الحديثي حقيقة الوصية بالثقلين – كتاب الله وعترته الطاهرة – وهي ان النبي أوصى بالتمسك بكتاب الله تعالى، وأوصى بعترته خيرا. ولم يصح في أي من طرق حديث غدير خم – حديث الثقلين – ولا في غيره من الأحاديث ورود جملة «ما إن تمسكتم به لن تضلوا». وخلصت الدراسة ان جملة «ما إن تمسكتم به لن تضلوا» لم تثبت إلا في حديث حجة الوداع، حيث وصى رسول الله فيها بكتاب الله فقط.
روي حديث حجة الوداع بثلاثة ألفاظ هي:
1-الوصية والاعتصام بكتاب الله تعالى فقط، وهو الصحيح دون سواه.
2-الوصية والاعتصام بكتاب الله تعالى، وسنة نبيه، وأسانيده لا تخلو من ضعف.
3-الوصية والاعتصام بكتاب الله تعالى، وعترة، وهذا حديث معلول، بعلة دخول حديث في حديث، فقد أدخل بعض الرواة وهما منه حديث غدير خم في حديث حجة الوداع[بحاجة لمصدر].

## وصلات خارجية
- نص خطبة الوداع (ويكي مصدر).
- التحليل المعلوماتي لحجة الوداع.
- خطبة الرسول في حجة الوداع من وجهة نظر سنية: al-islam.com.
- دخول النبي (ص) مكة لحجة الوداع ـ 3 ذو الحجة - ar.al-shia.org